# Marie Nordén
Gunilla Marie Nordén, född 16 maj 1967 i Råsunda församling i Stockholms län, är en svensk politiker (socialdemokrat), som 2002–2006 var riksdagsledamot som ersättare för statsrådet Berit Andnor. Mellan valet 2006 och valet 2014 var hon ordinarie riksdagsledamot för Jämtlands läns valkrets. Hon var tidigare skötare inom psykiatrin och politisk sekreterare.
Mellan 1 februari 2015  och 2022 var hon generalsekreterare för NTF. Den 1 september 2023 tillträdde hon som förbundssekreterare för Socialdemokrater för tro och solidaritet.